# 藤堂長定
藤堂 長定（とうどう ながさだ、寛文11年（1671年） - 宝永4年（1707年）は、津藩士藤堂修理家第2代。
通称は修理、九兵衛。俳号は橋木。名張藤堂家（藤堂宮内家）第2代長正の三男。子は藤堂長熙、藤堂長桓。
叔父長則の養子となって跡を継いだ。知行石高は1500石。高知役（母衣組）、加判奉行を勤めた。家臣に松尾芭蕉の甥の山岸半残がいる。宝永4年（1707年）没。享年37。家督は次男の長桓が相続した。長男の長熙は本家の名張藤堂家を相続している。